# Baron Southborough

Wappen der Barons Southborough

Baron Southborough, of Southborough in the County of Kent, war ein erblicher britischer Adelstitel in der Peerage of the United Kingdom.
Der Titel wurde am 1. November 1917 für Sir Francis Hopwood geschaffen, der von 1907 bis 1911 Under-Secretary of State for the Colonies war.
Der Titel erlosch schließlich beim Tod seines Enkels, des 4. Barons, am 15. Juni 1992.

## Liste der Barons Southborough (1917)
- Francis John Stephens Hopwood, 1. Baron Southborough (1860–1947)
- James Spencer Neill Hopwood, 2. Baron Southborough (1889–1960)
- Francis John Hopwood, 3. Baron Southborough (1897–1982)
- Francis Michael Hopwood, 4. Baron Southborough (1922–1992)